# Pseudocellus dissimilior
Espèce
Pseudocellus dissimilior est une espèce de ricinules de la famille des Ricinoididae.

## Distribution
Cette espèce est endémique de la province de Guantánamo à Cuba. Elle se rencontre à El Salvador vers 450 m d'altitude dans la Meseta del Guaso.

## Description
Le mâle holotype mesure 5,2 mm et la femelle paratype 5,4 mm.

## Publication originale
- Teruel, 2018 : Two remarkable new species of Pseudocellus Platnick, 1980 (Ricinulei: Ricinoididae) from eastern Cuba. Ecologica Montenegrina, vol. 19, p. 73-88 (texte intégral).